# Lista de países históricos não reconhecidos
lista de países históricos não reconhecidos ou parcialmente reconhecidos dá uma visão geral de entidades geopolíticas extintas, que desejavam ser reconhecidas como estados soberanos, mas não tiveram reconhecimento diplomático mundial. Os países listados aqui possuíam controle de facto sobre o território reivindicado e eram autônomos com um desejo pela total independência, ou se não tinham tal controle sobre seu território, eram reconhecidos por pelo menos uma nação reconhecida.

## Países históricos não reconhecidos ou parcialmente reconhecidos
Nota: As colunas podem ser organizadas alfabeticamente ou cronologicamente.

### Américas
| Nome                                                | Período               | Hoje                                    | Notas |
| --------------------------------------------------- | --------------------- | --------------------------------------- | --- |
| República do Acre                                   | 1899–1903             | Agora parte do Brasil                   | |
| República da Califórnia                             | 1846                  | Agora parte dos Estados Unidos          | Também conhecida como República da Bandeira de Urso |
| República do Canadá                                 | 1837–1838             | Agora parte do Canadá                   | Governo provisório fundado em Ilha Navy junto ao Rio Niágara no atual Ontário, por William Lyon Mackenzie. Ele e seus seguidores fugiram após a destruição do Caroline sob fogo pelas forças britânicas. |
| República do Baixo Canadá                           | 1838                  | Agora Quebéc, parte do Canadá           | |
| República do Crato                                  | 1817                  | Agora é um município do Ceará           | A república teve uma curta duração de cerca de oito dias. |
| Estados Confederados da América                     | 1861–1865             | Agora parte dos Estados Unidos          | Originalmente formado por sete estados escravistas (Carolina do Sul, Mississippi, Flórida, Alabama, Geórgia, Texas, e Louisiana). Após a Guerra de Secessão começar, os estados de Virgínia, Tennessee, Arkansas, e Carolina do Norte se juntaram. Reconhecido por algumas nações como um "poder beligerante". |
| República Teocrática do Guairá                      | Século XVI-1632       | Agora parte do estado do Paraná, Brasil | República formada por jesuítas espanhóis com o objetivo de catequizar os índios que viviam no local. |
| República de Indian Stream                          | 1832–1835             | Agora parte dos Estados Unidos          | Dentro do estado de New Hampshire |
| República Juliana                                   | 1839                  | Parte do Brasil                         | Perdurou de 29 de Julho de 1839 até 15 de Novembro do mesmo ano. Sua capital era Laguna, seu presidente era David Canabarro e hoje forma o estado brasileiro de Santa Catarina. |
| República de Manhuassu                              | 1896                  | Agora é um município de Minas Gerais.   | Na época a cidade ainda usava os dois "SS" na grafia. |
| Muskogee                                            | 1799–1803             | Parte dos Estados Unidos                | Um estado de curta duração nativo-americano na Flórida; consistiu de diversas tribos dos Creeks e Seminoles. |
| República Piratini                                  | 1836–1845             | Parte do Brasil                         | O seu nome oficial era República Riograndense, mas ficou conhecido como República Piratini por conta da capital, aonde começou a revolução. Hoje é o atual estado Rio Grande do Sul |
| República do Rio Grande                             | 1840                  | Agora parte dos Estados Unidos e México | |
| República de Vermont                                | 1777–1791             | Agora parte dos Estados Unidos          | Tornou-se o estado de Vermont |
| República Livre e Independente da Flórida Ocidental | 1810                  | Agora parte dos Estados Unidos          | República de curta duração consistindo de partes de Louisiana, Mississippi, Flórida e Alabama. |
| República de Yucatán                                | 1841–1843 & 1846–1848 | Parte do México                         | |
| República do Grão-Pará                              | 1835-1840             | Norte do Brasil                         | Seu único presidente foi Eduardo Angelim, líder das forças cabanas |